# Hèviosso
 (février 2021).
La mise en forme du texte ne suit pas les recommandations de Wikipédia : il faut le « wikifier ».
Les points d'amélioration suivants sont les cas les plus fréquents. Le détail des points à revoir est peut-être précisé sur la page de discussion.
- Les titres sont pré-formatés par le logiciel. Ils ne sont ni en capitales, ni en gras.
- Le texte ne doit pas être écrit en capitales (les noms de famille non plus), ni en gras, ni en italique, ni en « petit »…
- Le gras n'est utilisé que pour surligner le titre de l'article dans l'introduction, une seule fois.
- L'italique est rarement utilisé : mots en langue étrangère, titres d'œuvres, noms de bateaux, etc.
- Les citations ne sont pas en italique mais en corps de texte normal. Elles sont entourées par des guillemets français : « et ».
- Les listes à puces sont à éviter, des paragraphes rédigés étant largement préférés. Les tableaux sont à réserver à la présentation de données structurées (résultats, etc.).
- Les appels de note de bas de page (petits chiffres en exposant, introduits par l'outil «  Source ») sont à placer entre la fin de phrase et le point final[comme ça].
- Les liens internes (vers d'autres articles de Wikipédia) sont à choisir avec parcimonie. Créez des liens vers des articles approfondissant le sujet. Les termes génériques sans rapport avec le sujet sont à éviter, ainsi que les répétitions de liens vers un même terme.
- Les liens externes sont à placer uniquement dans une section « Liens externes », à la fin de l'article. Ces liens sont à choisir avec parcimonie suivant les règles définies. Si un lien sert de source à l'article, son insertion dans le texte est à faire par les notes de bas de page.
- La présentation des références doit suivre les conventions bibliographiques. Il est recommandé d'utiliser les modèles {{Ouvrage}}, {{Chapitre}}, {{Article}}, {{Lien web}} et/ou {{Bibliographie}}. Le mode d'édition visuel peut mettre en forme automatiquement les références.
- Insérer une infobox (cadre d'informations à droite) n'est pas obligatoire pour parachever la mise en page.

Pour une aide détaillée, merci de consulter Aide:Wikification.
Si vous pensez que ces points ont été résolus, vous pouvez retirer ce bandeau et améliorer la mise en forme d'un autre article.

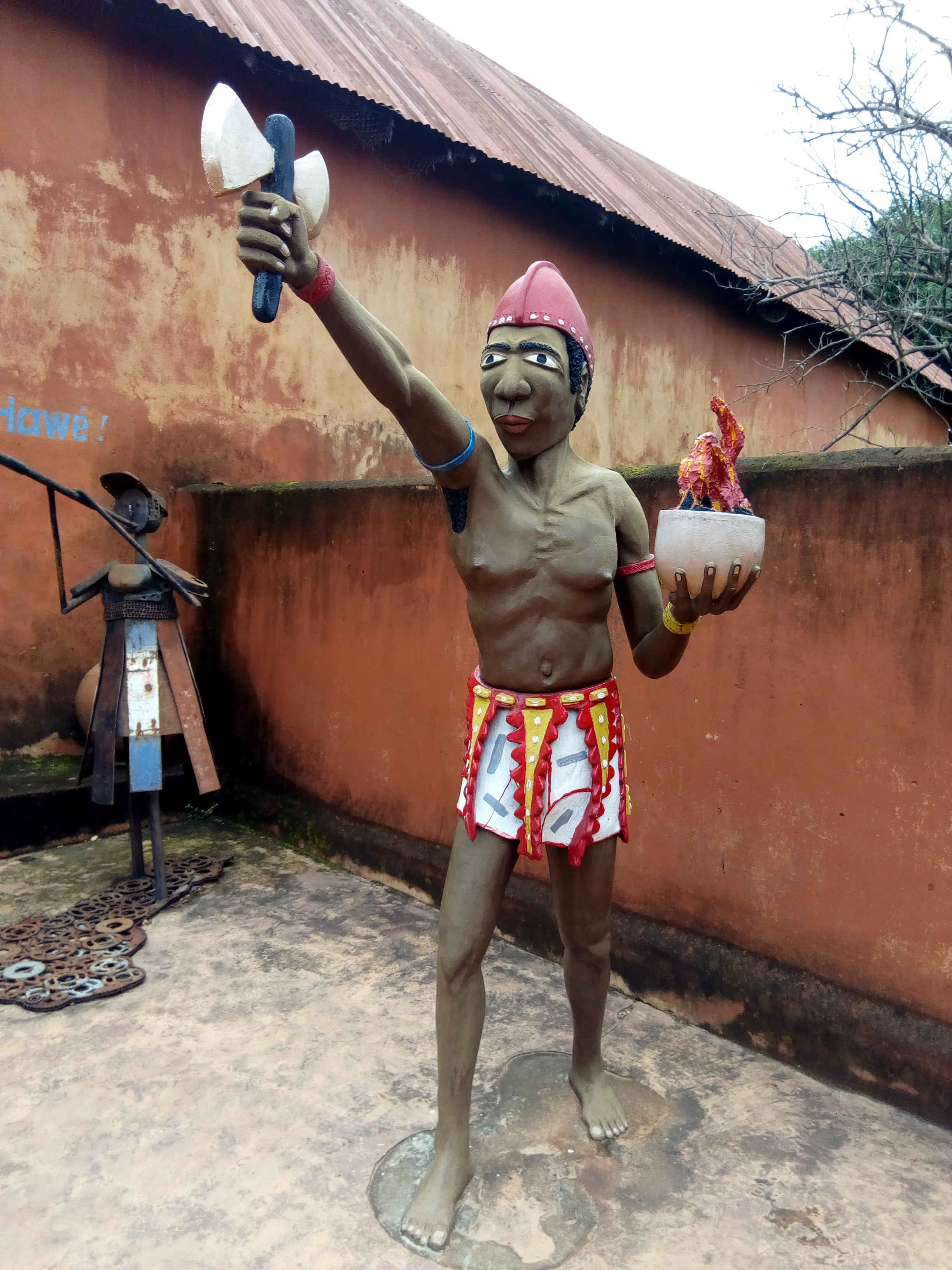
Représentation du Hèviosso au Musée Honmè

Le vodoun Hèviosso est l'une des divinités du Bénin . Il se trouve dans la commune d’Adjohoun, situé dans l’arrondissement de Togbota et plus précisément dans le sud du Bénin. Hèviosso est le dieu du ciel, du tonnerre, de la pluie, du feu, de la foudre ainsi que le dieu de la justice.

## Histoire du vodoun Hèviosso
Le vodoun Hèbiosso était au commencement de la terre selon Dah Azéhounguédé. Il est né dans l’Egypte antique et s’appelait dans le temps le dieu soleil. Ce nom hèviosso indique l’origine géographique et ethnique de ce vodoun et du clan qui l’honore. Selon Pierre Verger, Shango peut être décrit sous deux aspects, historique ou divin. Comme personnage historique, il aurait été le troisième alaafin d'Oyo, roi d'Oyo, fils d'Ọranyan et de Torosi. Oraniyan fut le plus jeune fils de Odudua et devint le plus fort d'entre eux, celui dont la renommée était la plus grande dans tout le pays Yoruba. Il devint fameux, dès sa jeunesse comme chasseur et après en raison des nombreuses et profitables conquêtes qu'il entreprit. Il fut le fondateur de l'empire d'Oyo. Torosi quant à elle était fille d'Elémpe, le roi du pays Tapa. Shango grandit au pays de sa mère et plus tard alla s'installer à Koso où les gens ne voulurent pas de lui en raison de son caractère violent et impérieux, mais il s'imposa à eux par la force. Il alla ensuite, suivi par ces gens, à Oyo où il établit un quartier appelé Koso.

## Description de la divinité
Le dieu du tonnerre comme l’appellent les blancs est une divinité discrète, qui n’aime pas la propagande et frappe fort quand il le faut. Le hèbiosso a des secrets et des totems qu’il faut respecter pour ne pas être foudroyé. Elle n’est pas populaire comme les autres divinités car elle rétablit juste l’ordre. On ne lui demande pas pardon après offense. L’autre particularité de ce vodoun, c’est qu’on n’entendra jamais ses chansons sur les ondes contrairement aux autres divinités ancestrales. Il est représenté avec une double hache, symbole de la foudre, sur la tête. Il est également représenté avec six yeux et parfois trois têtes. Son symbole est la hache à double tranchant qui associe la force de la foudre et de la fécondité. Ses animaux sont le bélier, le cheval, la colombe et le faisan. Ses adeptes portent des vêtements de couleur rouge et blanc.Cette divinité agit un jour en plein midi et en pleine pluie. Lorsque le tonnerre gronde, le malfaiteur sous l’arbre est abattu. On découvre ses cadavres dans certaines localités, quelques minutes après une pluie torrentielle. Ces décès sont brutaux et spectaculaires. Les victimes de Hèbiosso sont soit des personnes qui s’apprêtent à commettre des crimes, à voler ou ont enfreint aux règles de la nature. C’est ainsi que la colère du dieu Tonnerre se déclenche et il agit. La personne non-initiée à ce vodoun trouvera qu’elle fait du mal alors qu’il est avant tout un vodoun bienfaiteur. Il intervient régulièrement car les règles et les lois de la nature sont de plus en plus foulées au pied. Un adepte du Hèbiosso par exemple, n’aura jamais de surprise, ne sera jamais atteint par les envoutements. Il n’a peur de rien et ne mourra pas jeune du moment où il respecte bien les lois.